# 1590

## Esdeveniments
- Els otomans ocupen Geòrgia
- Felip III atorga a la Universitat d'Algemesí el títol de Vila Reial.
- Un vaixell anglès comunica la desaparició de la Colònia de Roanoke, el primer assentament britànic a Amèrica.

## Naixements
- 3 de juliol, Bolonya: Lucrezia Orsina Vizzana, important compositora del Renaixement, cantant i organista (m. 1662).[1]
- Nicolás Doizi de Velasco, músic portuguès
- Manuel Machado (músic), músic, Lisboa

## Necrològiques
- 2 de febrer, Prato: Caterina de Ricci, religiosa dominica i autora mística italiana, venerada com a santa per l'Església catòlica (n. 1522).[2]
- 4 de febrer - Venècia: Gioseffo Zarlino, teòric de la música i compositor (nascut el 1517)
- Barcelona: Martí Joan de Calders, 74è President de la Generalitat de Catalunya